# 手語名
手語名（英語：Sign name）是在聾人社群裡，為一個人專屬的名稱。這些名稱通常是根據某人臉部或身體的特徵而命名，在華語圈的聾人也會採用某人的中文名字中選出一或兩個字來命名。
聾人機構「龍耳」指出，手語沒有統一標準，很多是約定俗成，聾人會根據對方的特徵設計相應手語。

## 例子
聾人會根據他人的特徵打出相應的手語，如下列例子︰
- 陸軍裝髮型代表前特首董建華
- 「煲呔」（領結）代表前特首曾蔭權
- 「英」或「鷹」代表前特首梁振英

## 延伸閱讀
- Supalla, Samuel James. . DawnSignPress. 1992. ISBN 0915035308.
- Erting, Carol. . Washington: Gallaudet University Press. 1994. ISBN 1-56368-026-2.

## 外部連結
- 香港啟聾學校手語視像字典「手語名」